# Human Collateral
Human Collateral è un film muto del 1920 diretto da Lawrence C. Windom. The Last Woman, la storia originale di Frederic Van Rensselaer Dey su cui si basa la sceneggiatura del film, in origine fu pubblicata su una rivista.

## Trama
Corteggiata da due uomini, Roderick Duncan e Richard Morton, Patrica Langdon opta per il primo, Roderick, bel giovane e ricco banchiere. Ma, quando suo padre si trova improvvisamente in grandi difficoltà economiche e chiede aiuto al futuro genero che accetta di finanziarlo, nella trattativa che ne segue, Patricia ritiene di venire usata quasi come una mercanzia, sentendosi oggetto di uno scambio, e per rivalsa rivolge le proprie attenzioni su Morton, incoraggiandolo. Un giorno che si trova con lui, mentre stanno facendo un giro in automobile, i due hanno un incidente e sono costretti a trovare riparo per la notte in una capanna. Roderick, preoccupato per la sicurezza di Patricia, si è intanto messo alla sua ricerca: arrivato al rifugio dove si trova la fidanzata, vi giunge giusto in tempo per salvarla dalle sgradite attenzioni di Morton a cui la giovane inutilmente sta cercando di opporsi. L'incidente obbliga ora Patricia a riconsiderare il suo comportamento nei confronti di Roderick che le ha invece dimostrato fuor di ogni dubbio le proprie intenzioni onorevoli e il suo amore, spazzando via ogni timore che Patricia poteva avere quando si rende conto che, per lui, lei è molto di più di una garanzia umana.

## Produzione
Il film fu prodotto dalla Vitagraph Company of America.

## Distribuzione
Il copyright del film, richiesto dalla Vitagraph Co. of America, fu registrato il 13 gennaio 1920 con il numero LP14645.
Distribuito dalla Vitagraph Company of America, il film uscì nelle sale cinematografiche statunitensi nel gennaio 1920. Non si conoscono copie ancora esistenti della pellicola che viene considerata presumibilmente perduta.